# Vorfall CSX 8888

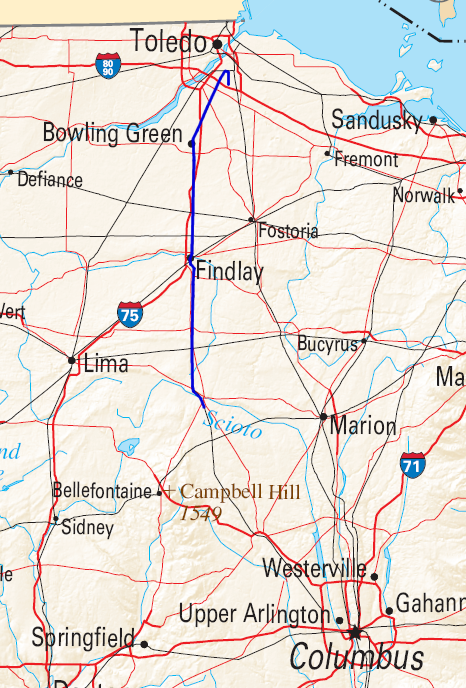
Route von CSX 8888 (Beginn im Norden bei Toledo, Ohio)

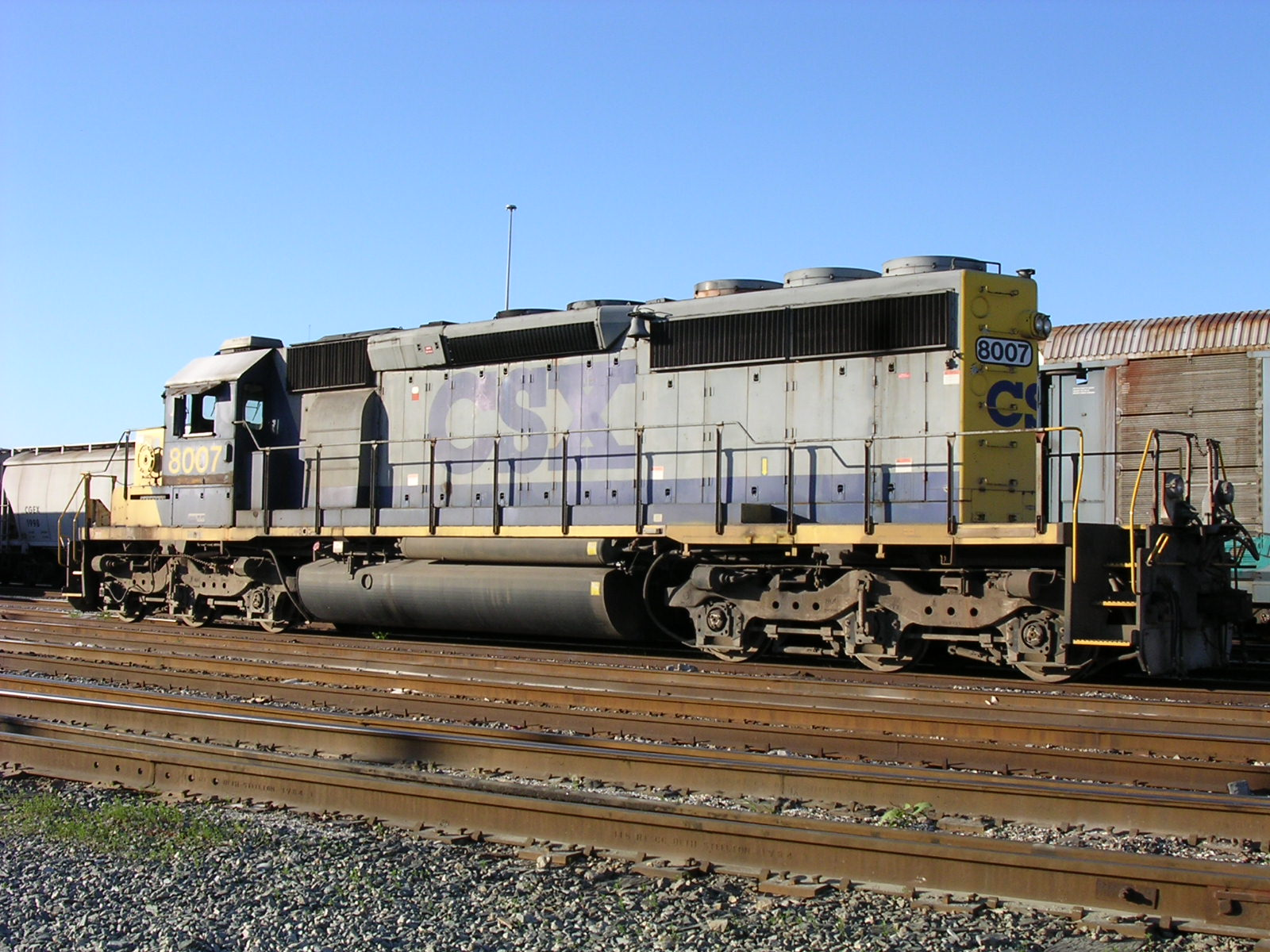
Eine CSX-SD40-2-Lok, der Typ, der in den Vorfall verwickelt war

Beim Vorfall CSX 8888, auch bekannt als „Crazy Eights“ (deutsch Verrückte Achten), rollte am 15. Mai 2001 ein unbemannter Zug mit Gefahrgütern knapp zwei Stunden lang mit einer Geschwindigkeit von bis zu 82 km/h 106 Kilometer weit durch den amerikanischen Bundesstaat Ohio. Das Ereignis diente als Grundlage für den Kinofilm Unstoppable – Außer Kontrolle.

## Hergang
Am 15. Mai 2001 einige Minuten vor 12:35 Uhr rangierte der Lokführer der Diesellokomotive Nr. 8888 des Typs EMD SD40-2 den Güterzug Y11615 der CSX Transportation im Rangierbahnhof Stanley Yard in Walbridge bei Toledo. Der Zug sollte in der Ausfahrgruppe des Bahnhofes abgestellt werden. Der 2944,5 Tonnen schwere Zug bestand aus einer Lokomotive und 47 Güterwagen, davon waren 25 leer. In zwei Kesselwagen des Zuges befand sich giftiges und ätzendes Phenol in flüssiger Form.
Es war beabsichtigt, während des Rangiermanövers vor einer noch umzustellenden Weiche anzuhalten, was aufgrund feuchter Schienen und der Masse des Zuges jedoch misslang. Der Bremser und der Rangierbegleiter befanden sich nicht auf dem Zug. Der Lokführer verließ bei einer Geschwindigkeit von rund 13 km/h gegen 12:35 Uhr den Führerstand, um an der fahrenden Lokomotive vorbei zur Weiche zu laufen und diese umzustellen.
Um die Fahrt zu verlangsamen, hatte er die direkte Bremse der Lokomotive betätigt und wollte zusätzlich die Widerstandsbremse einschalten, was er jedoch nicht tat. Anschließend stellte er den Fahrschalter auf die höchste Stufe, um eine größtmögliche Bremskraft zu erreichen. Da die Widerstandsbremse jedoch nicht aktiv war, arbeitete der Dieselmotor nun mit der maximalen Leistung gegen die gleichzeitig voll wirkende mechanische Bremse. Aufgrund der wirksamen Lokomotivbremse war die Totmanneinrichtung zur selbsttätigen Abschaltung der Antriebsanlage deaktiviert. Das Druckluftbremssystem des Zuges war, wie bei Rangierfahrten üblich, nicht mit der Lokomotive verbunden.
Dem Lokführer gelang das beabsichtigte Umstellen der Weiche, es gelang ihm jedoch nicht mehr, auf den nun schneller gewordenen Zug erfolgreich aufzuspringen. Bei seinem Versuch rutschte er an den feuchten Aufstiegen und Handläufen ab, sodass er sich nicht auf das rollende Fahrzeug ziehen konnte. Nachdem er 24 Meter mitgeschleift worden war, ließ er los. Dabei erlitt er leichte Verletzungen. 

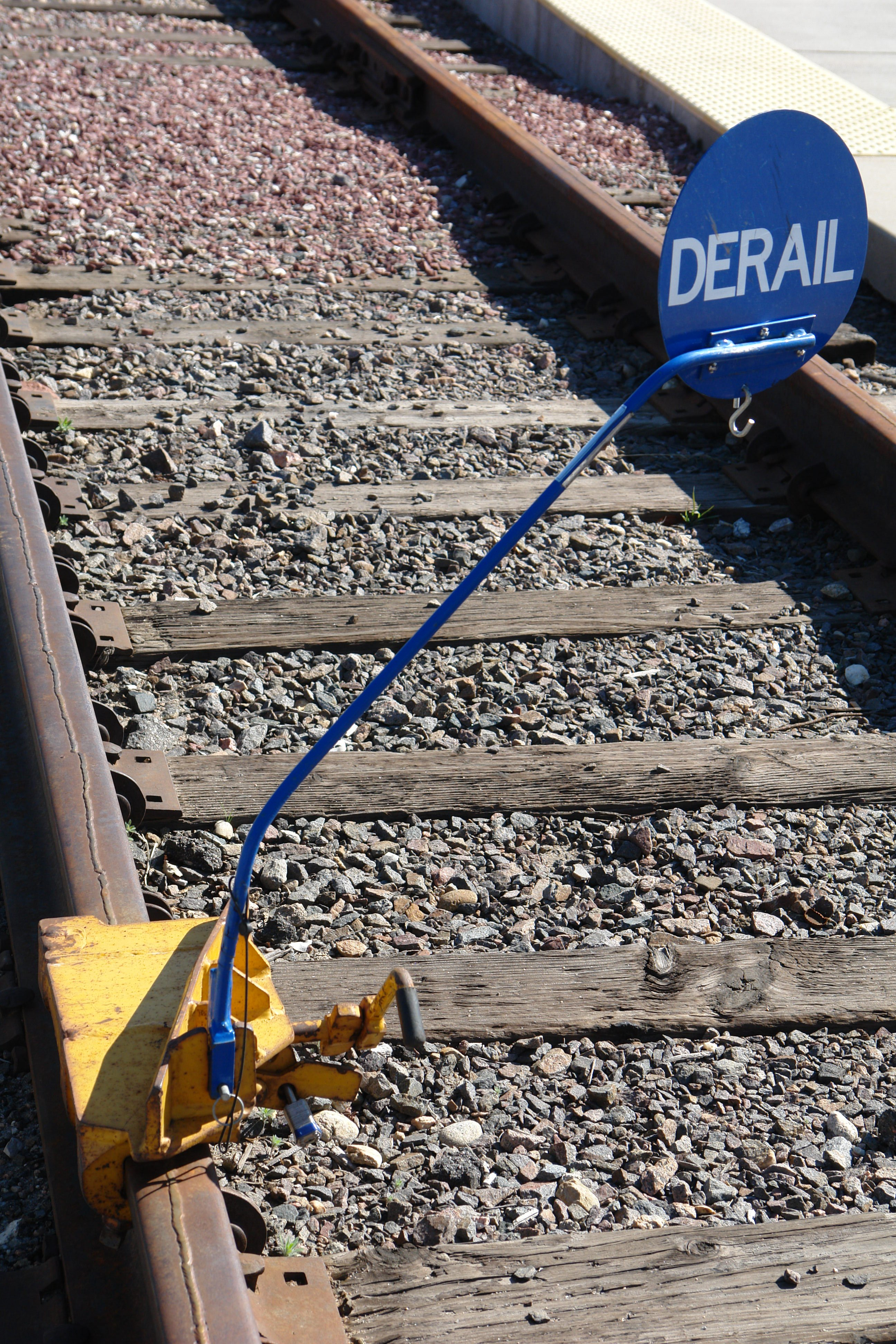
Mobile Gleissperre

Der Lokführer benachrichtigte unverzüglich den Leiter des Rangierbahnhofes. Daraufhin wurde der Zug auf die nach Süden führende Strecke „Toledo Branch“ geleitet. Da diese Strecke über ein Traffic Control System verfügte, war eine laufende Kontrolle des Zuges möglich. Der Rangierbegleiter des Zuges und ein weiterer Bahnbeschäftigter verfolgten den Zug und versuchten erfolglos, an einem Bahnübergang aufzuspringen. Da sie nicht wussten, dass der Lokführer im Rangierbahnhof abgesprungen war, vermuteten sie, dass er einen Herzinfarkt erlitten habe. Um 12:38 Uhr wurden die lokalen Behörden und die Polizei über den durchgegangenen Zug informiert.
Der Versuch, den Zug bei Galatea mit einer mobilen Entgleisungsvorrichtung zum Anhalten zu bringen, misslang. Ebenso erfolglos blieben die Versuche der Polizei, durch Schüsse das Kraftstoffnotabsperrventil auszulösen. Den entgegenkommenden Zug Q63615 leitete man auf ein Nebengleis in Dunkirk. Dessen Lokomotive CSX 8392 (ebenfalls eine SD40-2) kuppelte man ab und wartete die Vorbeifahrt von CSX 8888 ab. Das Zugpersonal dieses Zuges (ein Lokführer mit einer Betriebserfahrung von 31 Jahren und ein Zugbegleiter mit einjähriger Erfahrung) wies man an, mit ihrer Lok den durchgehenden Zug zu verfolgen. Es gelang ihnen, beim Meilenposten 67 anzukuppeln. Der Zug fuhr zu dieser Zeit 82 km/h. Mit der dynamischen Bremse der eigenen Lok gelang es den beiden Eisenbahnern, die Geschwindigkeit des Zuges auf 18 km/h zu verringern. Dies ermöglichte es einem Zugmeister, aufzuspringen und die Lokomotive um 14:30 Uhr südlich von Kenton abzuschalten. 
Zum weiteren Abbremsen des Zuges war vorgesehen, südlich von Kenton eine weitere Lokomotive vor den Zug zu setzen. Dieses wesentlich gefährlichere Manöver war jedoch nicht mehr notwendig.
Bei der Nachuntersuchung der Lokomotive wurde festgestellt, dass die Bremssohlen der Lokomotive völlig verbraucht waren.

## Auswertung des Zwischenfalles
Der Zwischenfall wurde durch die amerikanische Aufsichtsbehörde Federal Railroad Administration (FRA) untersucht. Es wurde vor allem ein Augenmerk darauf gelegt, ob das Ereignis durch die unglückliche Verkettung verschiedener Umstände eingetreten war oder ob sich ein solcher Zwischenfall womöglich häufiger ereignen könnte. Die Untersuchung der FRA kam zu dem Ergebnis, dass das Ereignis keine systembedingte Ursache hatte, sondern im individuellen Fehlverhalten des Beschäftigten lag. So hatte der Lokführer die Geschwindigkeit bei der Rangierfahrt nicht ausreichend beobachtet, er verließ die fahrende Lokomotive, er nutzte die dynamische Bremse, obwohl diese bei geringen Geschwindigkeiten ungeeignet ist, und er glaubte, durch Nutzung der Druckluftbremse die Wirkung der Lokbremse zu verbessern. Das Zusammentreffen derart vieler Fehler wurde als relativ unwahrscheinlich angesehen.